# Raoul Bermúdez
Raoul Bermúdez (30 de abril de 1943 - 10 de marzo de 2007) fue un político venezolano y el segundo alcalde del municipio Sucre en el estado Miranda, desde 1995 hasta 2000.

## Trayectoria
Fue un líder político venezolano dedicado al municipio Sucre del estado Miranda. Su vida política la desarrolló dentro del partido Copei Sucre de Miranda, junto a  Enrique Mendoza. Durante el período de gobierno de Enrique Mendoza como alcalde del municipio Sucre, entre 1989 a 1995, Raoul Bermúdez era el responsable de la parte administración de su gestión pública, siendo un hombre de confianza. Al postularse para la Gobernación del estado Miranda, su compañero de partido le propone que se postule como Alcalde para el municipio Sucre en las elecciones del año 1995, por tener su gestión de gobierno buena acogida entre los petareños y continuar con los proyectos que se habían planteado en conjunto. 
Para ese año, Raoul Bermúdez gana la alcaldía de Sucre con la mayoría de votos.
| Predecesor: Enrique Mendoza | Alcalde del Sucre 1995-2000 | Sucesor: José Vicente Rangel Ávalos |